# Żar´
Żar´ (ros. Жарь) – wieś (ros. деревня, trb. dieriewnia) w zachodniej Rosji, na osiedlu wiejskim Kasplanskoje w rejonie smoleńskim (obwód smoleński).

## Geografia
Miejscowość położona jest nad rzeką Prudniki, 4 km od drogi regionalnej 66K-11 (Niżniaja Dubrowka – Michajlenki), 4 km od drogi regionalnej 66N-1809 (Pyndino – Zamoszczje), 24 km od drogi regionalnej 66A-71 (Olsza – Nowyje Batieki), 17,5 km od drogi magistralnej M1 «Białoruś», 18,5 km od drogi federalnej R120 (Orzeł – Briańsk – Smoleńsk – Witebsk), 3,5 km od centrum administracyjnego osiedla wiejskiego (Kaspla-1), 38,5 km od Smoleńska, 16 km od najbliższego przystanku kolejowego (Lelekwinskaja).

## Demografia
W 2010 r. miejscowość zamieszkiwała 1 osoba.

## Historia
W czasie II wojny światowej od lipca 1941 roku miejscowość była okupowana przez hitlerowców. Wyzwolenie nastąpiło we wrześniu 1943 roku.